# Tore Sten
Tore Sten   (Järvsö, 19 d'octubre de 1926 - 28 de desembre de 2009) fou un atleta suec, especialista en els curses de mig fons, que va competir durant les dècades de 1940 i 1950.
En el seu palmarès destaca una medalla de bronze en els 4x400 metres relleus del Campionat d'Europa d'atletisme de 1946, formant equip amb Folke Alnevik, Stig Lindgård i Sven-Erik Nolinge. El 1951 guanyà el campionat nacional dels 800 metres.

## Millors marques
- 400 metres. 48.5" (1946)
- 800 metres. 1' 51.0" (1949)[3]